# Antoine Rein
Pour les articles homonymes, voir Rein.
Antoine Rein est un producteur de cinéma français.
Il a produit ou coproduit plus d'une trentaine de courts-métrages et films dont plusieurs ont été récompensés,,. Il travaille avec Fabrice Goldstein et Antoine Gandaubert au sein de Karé Productions.

## Filmographie

### Longs métrages
- 2004 : J'me sens pas belle de Bernard Jeanjean
- 2007 : J'veux pas que tu t'en ailles de Bernard Jeanjean
- 2008 : Les Murs porteurs de Cyril Gelblat
- 2008 : Vilaine de Jean-Patrick Benes et Allan Mauduit
- 2009 : Rien de personnel de Mathias Gokalp
- 2010 : Djinns d'Hugues Martin et Sandra Martin
- 2010 : Les Meilleurs Amis du monde de Julien Rambaldi
- 2010 : Le Nom des gens de Michel Leclerc (5 récompenses dont 2 Césars)
- 2011 : Un jour mon père viendra de Martin Valente
- 2012 : Du vent dans mes mollets de Carine Tardieu
- 2013 : Les Reines du ring de Jean-Marc Rudnicki
- 2014 : Des lendemains qui chantent de Nicolas Castro
- 2015 : Je suis à vous tout de suite de Baya Kasmi
- 2015 : La Vie très privée de Monsieur Sim de Michel Leclerc
- 2016 : Juillet Août de Diastème
- 2017 : Ôtez-moi d'un doute de Carine Tardieu
- 2017 : Aurore de Blandine Lenoir
- 2019 : La lutte des classes de Michel Leclerc
- 2022 : Les Jeunes Amants de Carine Tardieu
- 2023 : Sage-Homme de Jennifer Devoldere
- 2024 : Tombés du camion de Philippe Pollet-Villard
- 2024 : Juliette au printemps de Blandine Lenoir
- 2024 : Les Cadeaux de Raphaële Moussafir et Christophe Offenstein
- 2024 : Mikado de Baya Kasmi

### Courts métrages
- 1999 : Touchez pas à ma poule !
- 2001 : Premier nu
- 2002 : Mi-temps
- 2002 : Bois ta Suze
- 2002 : You Sure?
- 2003 : Abîmes
- 2003 : Après
- 2003 : Le Tarif de Dieu
- 2003 : Wolfpack
- 2004 : Connaissance du monde
- 2004 : Le Droit Chemin
- 2004 : Frédérique amoureuse
- 2005 : 40 Milligrammes d'amour par jour de Charles Meurisse
- 2005 : Patiente 69 de Jean-Patrick Benes et Allan Mauduit
- 2006 : Chair fraîche
- 2006 : Le Mozart des pickpockets de Philippe Pollet-Villard (6 récompenses dont 1 Oscar et 1 César)
- 2006 : Du pain et des fraises
- 2006 : Le Steak
- 2010 : Aglaée
- 2010 : La Coagulation des jours de Michael Lellouche
- 2008 : Arrêt demandé
- 2011 : J'aurais pu être une pute de Baya Kasmi
- 2013 : La Femme qui flottait de Thibault Lang-Willar
- 2013 : J'aime beaucoup ta mère de Remy Four et Julien War